# Kalang (Sidikalang)
Kalang is een bestuurslaag in het regentschap Dairi van de provincie Noord-Sumatra, Indonesië. Kalang telt 3003 inwoners (volkstelling 2010).